# Чемпіонат Європи з велоспорту на треку 2013
Чемпіонат Європи з велоспорту на треку 2013 — четвертий Чемпіонат Європи з велоспорту на треку серед еліти. Проходив з 18 по 20 жовтня на Omnisport Apeldoorn в Апелдорні, Нідерланди.
У рамках чемпіонату відбулися змагання серед всі десяти олімпійських дисциплін (спринт, командний спринт, кейрін, командна гонка переслідування та омніум як для чоловіків, так і для жінок), а також змагання з гонки за очками серед обох статей та медісона черед чоловіків.

## Медалісти

### Чоловіки
| Дисципліна                    | Золото                                                                          | Срібло                                                           | Бронза                                                         |
| Спринт                        | Денис Дмітрієв                                                                  | Роберт Ферстеманн                                                | Джейсон Кенні                                                  |
| Командний спринт              | Німеччина Рене Ендерс Роберт Ферстеманн Максиміліан Леві                        | Франція Грегорі Боже Мікаель Д'Алмейда Франсуа Первіс            | Росія Денис Дмітрієв Андрій Кубєєв Павло Якушевський           |
| Командна гонка переслідування | Велика Британія Овайн Дойлл Стівен Берк Едвард Кленсі Енді Теннант Сем Гаррісон | Росія Артур Єршов Іван Ковальов Євгеній Ковальов Олександр Сєров | Нідерланди Тім Вельдт Діон Бейкебум Рой Ефтінг Єннінг Хейзенга |
| Кейрін                        | Максиміліан Леві                                                                | Джейсон Кенні                                                    | Франсуа Первіс                                                 |
| Омніум                        | Віктор Манаков                                                                  | Тім Вельдт                                                       | Мартін Ірвайн                                                  |
| Медісон                       | Італія Елія Вівіані Ліам Бертаццо                                               | Іспанія Давід Мунтанер Альберт Торрес                            | Бельгія Кенні Де Кетеле Гейс Ван Геке                          |
| Гонка за очками               | Елія Вівіані                                                                    | Тома Буда                                                        | Елой Теруель                                                   |

- Спортсмени, виділені курсивом, брали участь у чемпіонаті, але не змагались у фіналі.

### Жінки
| Дисципліна                    | Золото                                                                                 | Срібло                                                                    | Бронза                                                                   |
| Спринт                        | Крістіна Фоґель                                                                        | Еліс Лігтле                                                               | Джессіка Варніш                                                          |
| Командний спринт              | Росія Олена Брежніва Ольга Стрєлцова                                                   | Німеччина Крістіна Фоґель Міріам Вельте                                   | Велика Британія Джессіка Варніш Ребекка Джеймс                           |
| Командна гонка переслідування | Велика Британія Лора Тротт Дені Кінг Елінор Баркер Кеті Арчибальд Джоанна Роуселл Шенд | Польща Катаржина Павловська Євгенія Буяк Малгожата Войтира Едита Ясінська | Росія Олександра Чекіна Євгенія Романюта Гульназ Бадикова Марія Савіцька |
| Кейрін                        | Еліс Лігтле                                                                            | Крістіна Фоґель                                                           | Віржіні Кюфф                                                             |
| Омніум                        | Лора Тротт                                                                             | Кірстен Вілд                                                              | Жольєн Д'Ор                                                              |
| Гонка за очками               | Кірстен Вілд                                                                           | Дені Кінг                                                                 | Лейре Олаберрія                                                          |

## Загальний медальний залік
*   Країна-господарка ( Нідерланди)
| Місце                | Країна               | Золото | Срібло | Бронза | Загалом |
| -------------------- | -------------------- | ------ | ------ | ------ | ------- |
| 1                    | Німеччина            | 3      | 3      | 0      | 6       |
| 2                    | Велика Британія      | 3      | 2      | 3      | 8       |
| 3                    | Росія                | 3      | 1      | 2      | 6       |
| 4                    | Нідерланди*          | 2      | 3      | 1      | 6       |
| 5                    | Італія               | 2      | 0      | 0      | 2       |
| 6                    | Франція              | 0      | 2      | 2      | 4       |
| 7                    | Іспанія              | 0      | 1      | 2      | 3       |
| 8                    | Польща               | 0      | 1      | 0      | 1       |
| 9                    | Бельгія              | 0      | 0      | 2      | 2       |
| 10                   | Ірландія             | 0      | 0      | 1      | 1       |
| Загалом (10 збірних) | Загалом (10 збірних) | 13     | 13     | 13     | 39      |

## Україна на чемпіонаті
Україну на чемпіонаті представляли серед чоловіків:
1. Володимир Джус
2. Геннадій Генус
3. Ілля Клепіков
4. Владислав Кремінський
5. Олександр Лобов
6. Роман Луцишин
7. Олександр Мартиненко
8. Віталій Попков
9. Михайло Радіонов
10. Андрій Сач
11. Віталій Щедов
12. Максим Васильєв
13. Андрій Винокуров

Серед жінок змагалися:
1. Іванна Боровиченко
2. Валерія Кононенко
3. Тетяна Клімченко
4. Інна Метальникова
5. Ганна Нагірна
6. Ганна Соловей
7. Олена Цьось

Найкащий результати в українській команді показала Олена Цьось, яка стала четвертою в кейріні.